# 내파 (역학)

폭발(상단)에서 힘은 발원지로부터 멀리 방출된다. 내파(하단)는 물체가 자체적으로 붕괴한다(일반적으로 외부 힘에 의해 찌그러짐).

내파(內破, implosion) 또는 폭축(爆縮), 내폭(內爆)은 물체가 자체적으로 붕괴, 또는 압착되어 파괴되는 과정이다. 내파는 폭발(부피 팽창)과는 반대로 차지하는 부피를 줄이고 물질과 에너지를 집중시킨다. 정확한 의미의 내파는 일반적으로 내부의 낮은 압력과 외부의 높은 압력, 또는 내부 힘과 외부 힘 사이의 차이가 너무 커서 구조가 내부로, 또는 완전히 단단한 물체가 아닌 경우 점유한 공간으로 붕괴된다. 내파의 예로는 잠수함이 주변 물의 정수압에 의하여 외부에서부터 찌그러지는 것과 자체 중력의 압력으로 거대 항성이 붕괴되는 것 등이 있다.
내파는 안쪽으로 떨어지는 물질이 반동하는 힘이나 내부 부위가 붕괴하면서 주변 물질이 분출되는 등의 이유로 물질을 바깥쪽으로 밀어낼 수 있지만, 이것이 내파의 필수 구성 요소는 아니며 모든 종류의 내파가 그렇게 되는 것은 아니다. 이전에 고체였던 물체가 내파하려면 일반적으로 더 밀도가 높은 형태를 취하여야 한다. 즉, 더 농축되고, 압축되고, 밀도가 높아지거나 원래보다 밀도가 높은 새로운 물질로 변환되어야 한다.

## 예시

### 핵무기
내파형 핵무기 설계에서는 플루토늄, 우라늄 또는 기타 핵분열성 물질이 구형으로 배열된 폭약에 의해 내파한다. 이렇게 하면 물질의 부피가 줄어들어 밀도가 2~3배 증가하여 임계 질량에 도달하고 핵폭발을 일으킨다.
일부 형태의 열핵무기에서는 이 폭발 에너지를 사용하여 핵융합 연료 캡슐을 내파시킨 다음 점화하여 핵융합 반응을 일으킨다(텔러-울람 설계 참조). 일반적으로 수소 폭탄이나 레이저 구동 관성 봉입 핵융합에서와 같이 무언가를 내파시키기 위해 방사선을 사용하는 것을 방사선 내파라고 부른다.

### 유체역학
캐비테이션(유체 내 기포 형성/붕괴)에는 내파 과정이 수반된다. 예를 들어 고속 수중 프로펠러에 의하여 캐비테이션 기포가 액체에 형성되면 이 기포는 일반적으로 주변 액체에 의하여 빠르게 붕괴(내파)된다.

### 천체물리학
내파는 초신성, 중성자별, 블랙홀의 생성으로 이어질 수 있는 거대 항성의 중력 붕괴의 핵심적인 부분이다.
가장 일반적인 경우, 거대 항성의 가장 안쪽 부분(핵)이 연소를 멈추어 열원이 없어지면 전자와 양성자를 분리하는 힘이 더 이상 충분히 강하지 않게 된다. 핵은 자체적으로 매우 빠르게 붕괴되어 중성자별 또는 블랙홀이 되고, 원래 별의 바깥층은 안쪽으로 떨어지면서 새로 생성된 중성자별(만약 생성된 경우)로부터 반동하여 초신성을 만들 수 있다.

## 같이 보기
- II형 초신성